# シュールリアリスティック・ピロー
『シュールリアリスティック・ピロー』(Surrealistic Pillow) は、1967年にリリースされた、アメリカのロック・バンド、ジェファーソン・エアプレインの2作目のアルバム。
全米アルバムチャート3位を記録し、RIAAからプラチナ認定を受けている。

## 解説
デビュー・アルバム『テイクス・オフ（Jefferson Airplane Takes Off）』の制作が終了した直後の1966年5月、ドラマーのアレックス・スキップ・スペンスに代わってスペンサー・ドライデンが加入した。同年8月、『テイクス・オフ』が発表。10月にはヴォーカリストのシグニー・トリー・アンダーソンが出産を機にバンドを離れた。当初は、出産後に復帰し、それまでは代理のボーカリストで活動を続ける予定だったが、その代理のボーカリストが人気となり、結局、アンダーソンが復帰することはなかった。その代理のボーカリストが、グレート・ソサエティに在籍していたグレイス・スリックだった。
スリックはグレート・ソサエティの楽曲から「ホワイト・ラビット」と義弟のダービー・スリックが作詞作曲した「あなただけを」（"Somebody to Love"）を提供した。

## 収録曲
サイド1
1. "She Has Funny Cars" (ヨーマ・カウコネン（英語版）、マーティ・バリン（英語版）) – 3:14
2. "Somebody to Love" (ダービー・スリック（英語版）) – 3:00
3. "My Best Friend" (アレックス・スキップ・スペンス) – 3:04
4. "Today" (バリン、ポール・カントナー（英語版）) – 3:03
5. "Comin' Back to Me" (バリン)  – 5:23

サイド2
1. "3/5 of a Mile in 10 Seconds" (バリン) – 3:45
2. "D.C.B.A.–25" (カントナー) – 2:39
3. "How Do You Feel" (Tom Mastin)  – 3:34
4. "Embryonic Journey" (カウコネン) – 1:55
5. "White Rabbit" (グレイス・スリック) – 2:32
6. "Plastic Fantastic Lover" (バリン) – 2:39

### 2003年リイシュー版ボーナス・トラック
1. "In the Morning" (カウコネン) – 6:21
2. "J.P.P. McStep B. Blues" (スペンス) – 2:37
3. "Go to Her" (Version two) (カントナー, Irving Estes) – 4:02
4. "Come Back Baby" (カバー楽曲、編曲：カウコネン) – 2:56
5. "Somebody to Love" (Mono single version) (ダービー・スリック) – 2:58
6. "White Rabbit" (mono single version) (Grace Slick) / "D.C.B.A.-25" (インストゥルメンタル、隠しトラック) – 5:21

### イギリス版（1967年発売）
サイド1
1. "My Best Friend"
2. "3/5 Of A Mile In 10 Seconds"
3. "D.C.B.A. - 25"
4. "How Do You Feel"
5. "Embryonic Journey"
6. "Don't Slip Away" (バリン、スペンス)

以上の楽曲はアメリカ版『テイクス・オフ』を初出とする。
サイド2
1. "Come Up The Years" (バリン、カントナー)
2. "Chauffeur Blues" (Lester Melrose)
3. "Today"
4. "Comin' Back To Me"
5. "Somebody To Love"

## 参加ミュージシャン
- グレイス・スリック（Grace Slick） – ピアノ、オルガン、リコーダー、ボーカル
- ポール・カントナー（英語版）（Paul Kantner） – ギター、ボーカル
- ヨーマ・コーコネン（英語版）（Jorma Kaukonen） – リード・アンド・リズム・ギター、ボーカル
- ジャック・キャサディ（英語版）（Jack Casady） – ベース、ファズ・ベース、リズム・ギター
- スペンサー・ドライデン（英語版）（Spencer Dryden） – パーカッション
- マーティ・バリン（英語版）（Marty Balin） – ギター、ボーカル